# Archi di Lapa

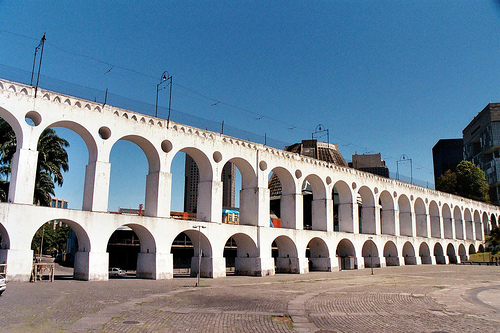
Arcos de Lapa

Gli Archi di Lapa, in portoghese Arcos da Lapa, sono una parte dell'antico acquedotto carioca, costruito nel 1750 e uno dei simboli della città di Rio de Janeiro.
Situati nell'omonimo quartiere, dal 1896 servono come ponte per il folkloristico tram che collega il centro di Rio a Santa Teresa.
I 42 archi misurano 270 metri in estensione e 17,6 metri in altezza e costituiscono una sorta di porta di ingresso nella parte più interna del quartiere.